# Pietro Floridia
Pietro Floridia, né le 5 mai 1860 à Modica et mort le 16 août 1932 à New York, est un compositeur italien.

## Biographie
Pietro Floridia est né à Modica, en Sicile et fait ses études à Naples. Il y crée son premier opéra Carlotta Clepier, mais il détruit les partitions de cette œuvre.
En 1888, il écrit sa première et unique symphonie, qui est créée au Conservatoire de Musique Alessandro Scarlatti de Palerme (en). Il écrit ensuite son opéra le plus connu, Maruzza, qui sera créé à Venise en 1894, puis La Colonia Libera, sur un livret de Luigi Illica, créé à Rome en 1899.
Il part aux États-Unis en 1904, où il enseigne au Conservatoire de musique de Cincinnati (en) pendant plusieurs années, avant de déménager à New York. Durant cette période, Pietro Floridia écrit plusieurs opéras parmi lesquels Paoletta, composé pour l'Exposition industrielle de Cincinnati en 1910, The Scarlet Letter, composé dans les années 1900, et son dernier opéra, Malia. Il a écrit aussi de la musique de scène, dont celle pour la pièce d'Oscar Wilde A Florentine Tragedy (en).
À partir de 1914, il est à la tête de l'Orchestre symphonique italien de New York,.
Il meurt à l'Hôpital presbytérien de Harkness à New York, en 1932.

## Œuvres

### Opéras
- Carlotta Clepier, livret d'Antonio de Lerma
- La Colonia libera, livret de Luigi Illica
- Maruzza
- Paoletta, livret de Paul Jones

### Musique orchestrale
- Ouverture di concerto (1887)
- Symphonie en ré mineur (1888)

### Musique pour piano

#### Piano seul
- Visione (1876)
- 2 Pensieri d'album (1878)
- 3 Pensieri musicali, op. 11 (1881)
- Serenata, op. 1 (1889)
- Minuetto, op. 2 (1889)
- Bluette, op. 3 (1889)
- Cache-cache, op. 4 (1889)
- Alla campagna, op. 5, suite pour piano :
  1. Auretta d'aprile
  2. Il pastore ed il ruscello
  3. La Preghiera della sera
  4. Al mulino
  5. Il canto dell'usignolo
  6. Un ballo al villaggio
- Feuillet d'album (1895)
- Orient, op. 6 (1892)
- Improvisations, op. 7 :
  1. Espoir perdu
  2. Angoisse
  3. Irresolution
  4. En sautant
- Suite nella forma antiqua, op. 8
- Six pieces, op. 10 (1898) :
  1. Mazurka
  2. Au lac du Klonthal. Rêverie
  3. Chant de la jeune fille
  4. Bavardage
  5. Légende
  6. Valse-Caprice
- Huit Pièces, op. 14 (1903) :
  1. Canto del Cigno
  2. Falene
  3. Sotto i Tigli
  4. Gaja molinara
  5. Serenata felice
  6. Barcarola mesta
  7. Patos!
  8. Capriccioso-Valzer
- Six Pièces, op. 15 (1903)
- Trois Pieces (1914)
- Six Pieces, op. 9
- Longing, op. 24 (1915)
- Six images poétiques, op. 31 (1916) :
  1. Vox intima
  2. Sursum corda
  3. Sorrow
  4. Happiness
  5. Solitude
  6. The boy and the bee

#### Piano quatre-mains
- Serenata siciliana (1891)

### Mélodies
- Fantina, op. 9 (1882)
- Trois Poèmes lyriques, op. 22 (1915) :
  1. Two Leaves
  2. When I am Dead
  3. The Apple
- Four songs, op. 23 (1915)
  1. Night of Spring
  2. Wind
  3. April
  4. Nocturnal Landscape
- The Night has a Thousand Eyes (1916)
- Songs, op. 35 (1917)